# Óscar Benavides
Óscar Raimundo Benavides Larrea (Lima, 15 de marzo de 1876-Lima, 2 de julio de 1945) fue un militar y político peruano, Presidente Provisorio del Perú en dos ocasiones, de 1914 a 1915, designado por el Parlamento bicameral tras el golpe de Estado al presidente Guillermo Billinghurst; y de 1933 a 1939, designado por el Congreso Constituyente. En 1940, se le confirió el rango de Gran Mariscal.

## Biografía
Sus estudios escolares los cursó en el Colegio Guadalupe de Lima y en Chincha. En 1890 ingresó a la Escuela Militar de Lima, de donde egresó en 1894, iniciando su carrera militar que lo llevaría hasta el rango de general de división en 1933. Participó en los acontecimientos político-militares del país y recibió perfeccionamiento en Francia y Alemania. En el conflicto con Colombia, iniciado en 1911, tuvo acción distinguida en el combate de La Pedrera, a orillas del río Caquetá (10, 11 y 12 de julio de 1911) haciendo huir a los invasores. Destituyó al presidente Guillermo Billinghurst en 1914 y fue nombrado Presidente Provisorio, cargo que ejerció hasta 1915. En este primer corto mandato enfrentó con éxito el problema monetario, estableciendo el papel moneda. Luego de entregar el poder a José Pardo y Barreda pasó a Europa donde ejerció funciones diplomáticas. Al inaugurarse la dictadura de Augusto Leguía en 1919, volvió al Perú pero fue deportado, pasando otra vez a Europa, aunque continuó conspirando contra Leguía. Cuando este fue derrocado por Luis Miguel Sánchez Cerro en 1930 volvió al Perú, pero retornó a Europa ese mismo año, pasando a ejercer funciones diplomáticas en España e Inglaterra. Llamado por el presidente Sánchez Cerro al estallar, la Guerra colombo-peruana, asumió la Dirección del Consejo de Defensa Nacional y, asesinado Sánchez Cerro, fue facultado por el Congreso para terminar su período y negociar la paz con Colombia, Protocolo de Río de Janeiro (1934). En este segundo gobierno reprimió severamente a los apristas y comunistas, y superó la crisis económica. En 1936 se anularon las elecciones que daban ventaja a Luis Antonio Eguiguren por estar apoyado por los apristas y Benavides se prorrogó en el poder por tres años más. Bajo el lema de «orden, paz y progreso», gobernó hasta 1939 en que entregó el mando a Manuel Prado Ugarteche, cuyo Congreso le otorgó en 1940 el título de Mariscal del Perú. Sirvió luego como embajador en Madrid y Buenos Aires, y retornó al Perú en 1944 para contribuir en la creación del Frente Democrático Nacional, que postuló a la presidencia a José Luis Bustamante y Rivero en 1945. Falleció poco después del triunfo de este.

### Infancia y juventud
Hijo de José Miguel Benavides y Gallegos, sargento mayor de la Guardia Nacional, natural de Lima; y de Erfilia Larrea Bazo, natural de Chincha, nació Óscar Raymundo en los Barrios Altos, Lima. Inició sus estudios en el Colegio Nacional Nuestra Señora de Guadalupe, en Lima (1884) y los culminó en Chincha debido a las perturbaciones derivadas de la guerra con Chile.
En 1890 se matriculó en la Escuela Militar, en Lima, en calidad de cadete y fue espada de honor de su promoción, además de su reconocimiento como Alférez de artillería, en 1894. Enseguida, ingresó en la brigada de artillería del “Dos de Mayo” del cuartel de Bellavista. Tuvo una disciplinada actitud frente a un grupo de pierolistas que intentó asaltar dicho cuartel, durante la revolución de 1894-1895. Fue separado del servicio, pero fue reincorporado en agosto de 1895. Formó sucesivamente en los batallones “Callao” N.º 5 y el “Ayacucho” N.º 3, siendo ascendido a teniente en 1899 y a capitán en 1901, y destinado al regimiento de artillería de montaña.
Cursó estudios en la Escuela Superior de Guerra, dirigida por la misión francesa encabezada por Paul Clement, y simultáneamente cursó matemáticas en la Facultad de Ciencias de la Universidad de San Marcos. En 1906, contando con 30 años de edad, se graduó de sargento mayor con las más altas calificaciones.
Para completar su formación militar, en 1907 el gobierno lo envió a Francia, donde ya como teniente coronel (1909) participó en maniobras con el ejército francés. La República Francesa lo distinguió con la Cruz de la Legión de Honor. Su estadía en Europa la aprovechó también para gestionar compra de armamentos en Austria y Alemania (en 1910).

### Campaña del Caquetá
Tras regresar al Perú en diciembre de 1910, Benavides fue designado comandante del Batallón de Infantería N.º 9 acantonado en Chiclayo, en la costa norte del Perú. En febrero de 1911 el gobierno ordenó a Benavides que condujera el Batallón N.º 9 a la frontera nororiental con Colombia en la Amazonia peruana. Colombia había establecido un puesto fortificado en La Pedrera, en la orilla meridional del río Caquetá que, de acuerdo con el Tratado Porras-Tanco Argáez de 1909 estaba dentro del territorio peruano.

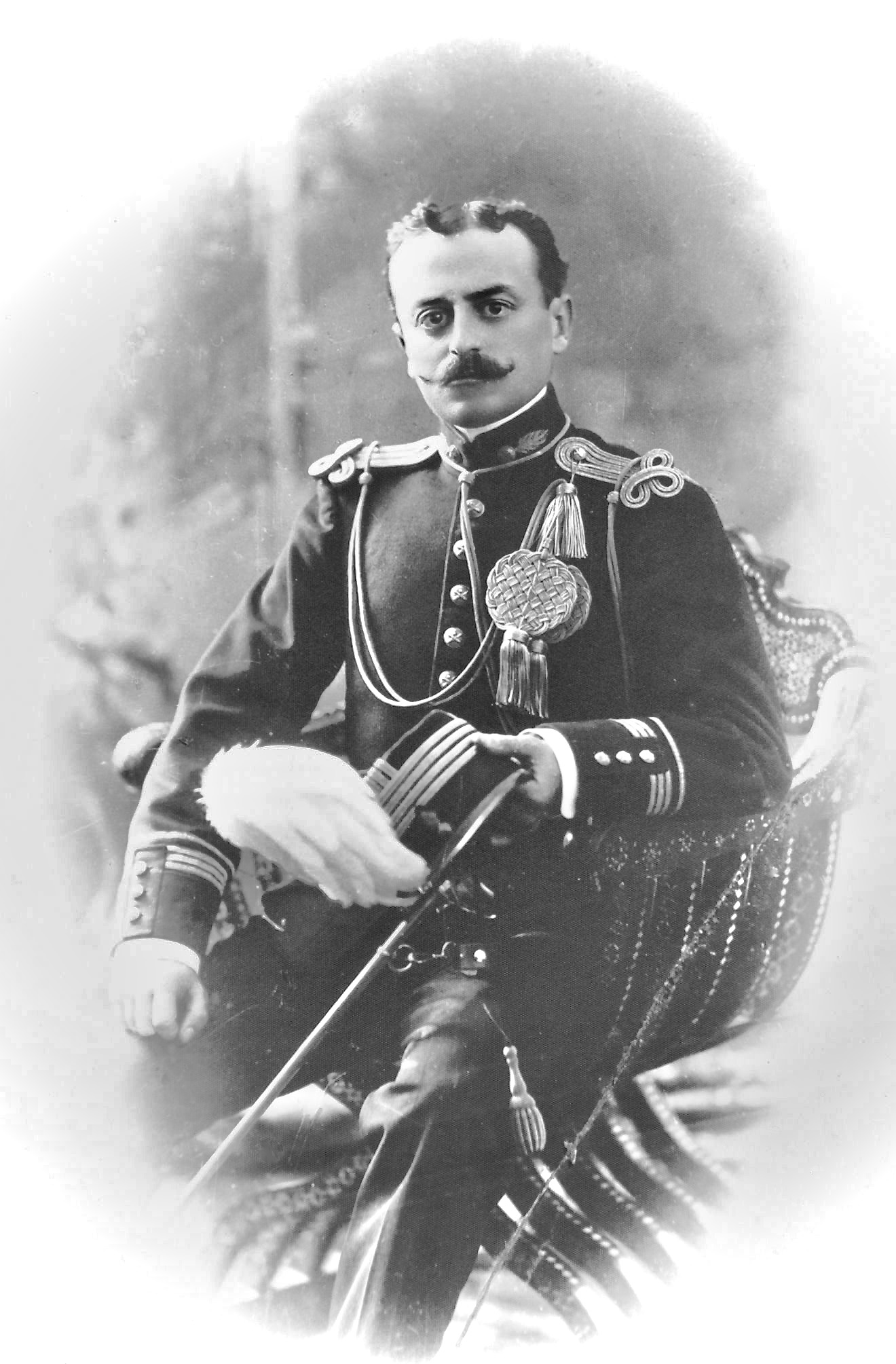
El coronel Óscar R. Benavides.

El Batallón N.º 9 hubo de viajar más de 2000 kilómetros atravesando tramos sin caminos de la cordillera de los Andes en Cajamarca y Chachapoyas hasta llegar a la selva amazónica. En el Distrito de Balsapuerto, en las cabeceras del río Huallaga, la expedición preparó balsas y obtuvo canoas y navegó aguas abajo hasta Yurimaguas, sobre el río Huallaga, de donde prosiguió por embarcaciones hasta Iquitos, sobre el río Amazonas. La expedición fluvial, que consistía de un flotador y de cuatro embarcaciones zarpó de Iquitos el 29 de junio de 1911, a los cuatro meses de la partida de Chiclayo. El 10 de julio estaba frente a La Pedrera con las banderas tremolando. Luego de un cambio de notas con las que el comandante colombiano se negó a abandonar la posición, el comandante Benavides inició el ataque. El triunfo fue completo para las fuerzas peruanas. Pero, el 24 de julio, para su desmayo, el comandante Benavides fue informado de que los gobiernos del Perú y Colombia habían suscrito un tratado por el que las fuerzas peruanas debían abandonar el Caquetá y replegarse al río Putumayo.
Aún en La Pedrera, el 28 de julio de 1911 las fuerzas peruanas celebraron las Fiestas Patrias del día de la Independencia; pero carecían de equipamientos para protegerse del clima y de las enfermedades infecciosas endémicas en la región. El 29 de julio las tropas fueron atacadas por una violenta epidemia de fiebre amarilla y de beriberi. Careciendo de medicinas, las tropas fueron cruelmente diezmadas.
El 4 de agosto el comandante Benavides volvió a Iquitos. Fue ascendido al grado de coronel de infantería (30 de septiembre). A pesar de esto Benavides escribió en su diario: «He sufrido tanto, que la victoria lograda, los aplausos y el ascenso que se me ha conferido, no me han compensado en la forma que muchos presumen y como habría sido de no haber sufrido tantos reveses».
El gobierno envió a Benavides a Europa para que recibiera tratamiento contra el beriberi. Cuando regresó el 8 de abril de 1912, fue recibido como un héroe nacional y en su honor se organizó una parada militar en Lima a lo largo del Jirón de la Unión hasta la Plaza de Armas.
Benavides fue nombrado comandante general de la Tercera Región, en Arequipa y en noviembre de 1913 fue designado jefe del Estado Mayor del Ejército, con sede en Lima.

### Primer gobierno (1914-1915)

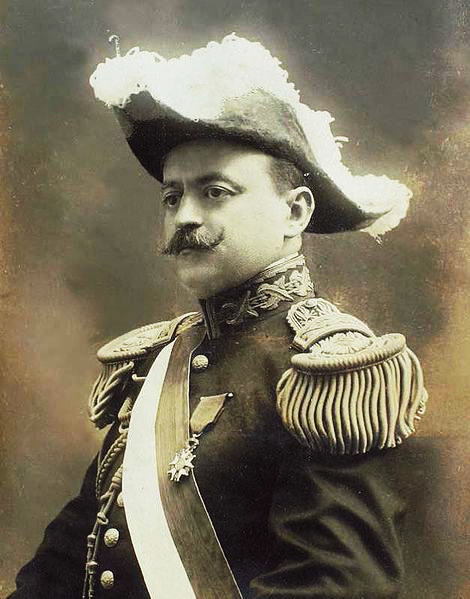
Óscar R. Benavides, presidente provisorio del Perú (1914-1915).

En 1913 el presidente de la República era Guillermo Billinghurst que había sido elegido en 1912 con el apoyo de los movimientos obreros. Enfrentado con la oposición de una porción significativa del Congreso, que obstaculizaba el cumplimiento de sus promesas para con los obreros tales como las 8 horas laborales, el derecho a sindicalización y huelga, Billinghurst planeaba disolver el Congreso. Algunos diputados comenzaron a conspirar para deponer al Presidente, y así mantener el poder concentrado en la oligarquía peruana, y obtuvieron el apoyo del teniente coronel José Urdanivia Ginés, el jefe de una sección del Estado Mayor. Billinghurst intentaba armar a la población para que ésta enfrentara a las fuerzas armadas. Los conspiradores se pusieron en contacto con el coronel Benavides, quien aceptó apoyarlos tanto para defender el orden constitucional como para evitar una división en las fuerzas armadas.
El 3 de febrero de 1914 Billinghurst destituyó a Benavides de la jefatura del Estado Mayor del Ejército, hecho que solo sirvió para precipitar el golpe de Estado. En la madrugada del 4 de febrero la guarnición en Lima bajo el comando de Benavides se pronunció contra el gobierno. Las tropas se acercaron a Palacio de Gobierno y se produjo un corto tiroteo con la guardia palaciega, que finalmente se sumó a los sublevados. Benavides obtuvo del presidente Billinghurst una declaración en la que manifestó su voluntad de negociar. Luego de unas conversaciones, Billinghurst dimitió y fue exiliado a Chile, donde murió al año siguiente. Durante la sublevación en el cuartel de Santa Catalina, se produjo el horrendo asesinato del general Enrique Varela Vidaurre, héroe de la guerra del Pacífico, que fue acribillado mientras dormía.
Los senadores y diputados, reunidas en la tarde del mismo 4 del febrero, acordaron otorgar temporalmente el Poder Ejecutivo a una Junta de Gobierno de seis miembros, escogidos de entre los personeros de los partidos políticos. Ellos fueron: José Matías Manzanilla, del Partido Civil Independiente (Relaciones Exteriores); Rafael Grau, del Partido Civil Leguíista (Justicia e Instrucción); José Balta, del Partido Liberal (Hacienda); Arturo Osores, del Partido Constitucional (Gobierno) y Benjamín Boza, del Partido Demócrata]] (Fomento). Y como presidente de la Junta, el coronel Benavides.
La Junta de Gobierno debía encargarse del mando mientras que el Congreso Nacional resolviera lo conveniente al ejercicio del Poder Ejecutivo. Hubo quienes sostuvieron que el poder debía asumirlo uno de los vicepresidentes de Billinghurst: Roberto Leguía o Miguel Echenique. Tras arduas discusiones, el 15 de mayo de 1914 el Congreso nombró a Benavides Presidente Provisorio, con la misión de convocar a elecciones.
El 17 de diciembre de 1914, Benavides obtuvo el ascenso a general de brigada.
Durante los dieciocho meses de su gobierno, Benavides restauró el orden y la estabilidad política. Con respecto al personal de sus gabinetes ministeriales, Jorge Basadre escribió: «El general Benavides reveló ser cauto y equilibrado al escoger a sus colaboradores». La presidencia del Consejo de Ministros la ocuparon sucesivamente: El general Pedro Muñiz Sevilla, el contralmirante Melitón Carvajal Ambulodegui, Aurelio Sousa y Matute, Germán Schreiber Waddington y Carlos Isaac Abril Galindo.

#### Obras y hechos importantes
- Enfrentó el problema monetario. Desde 1901 el Perú tenía una sólida moneda de oro, la Libra peruana, “a la par con Londres” como decían con orgullo los peruanos. Pero a raíz del estallido de la Primera Guerra Mundial, el temor obligó a la población a esconder la monedas de oro y a retirar sus depósitos en los bancos. Hubo, pues, la amenaza de una brusca parálisis económica. Se recurrió entonces a la emisión de billetes fiscales, con el nombre de “cheques circulares”, por ley N.º 1968 del 22 de agosto de 1914. Eran monedas de papel por valor de 1, 5 y 10 libras peruanas, cuya emisión según dicha ley no podía exceder de un millón cien mil libras y respaldada en un 35% por el oro guardado en los bancos. En octubre de ese mismo año se dio otra ley por la cual se autorizaba ampliar dicha emisión hasta dos millones y medio de libras, rebajándose hasta 20 % de la emisión la garantía mínima de oro. Se estipulaba que tales “cheques circulares” se retirarían del mercado seis meses después de finalizada la guerra mundial, pero la moneda de oro desapareció prácticamente de la circulación, instaurándose desde entonces el régimen del papel moneda.[9]
- Se trató el problema de La Brea y Pariñas, uno de los más negros episodios de la penetración imperialista en el Perú. La compañía británica London Pacific explotaba ese yacimiento de petróleo, habiendo serios indicios de que se beneficiaba de más pertenencias de las reconocidas en el papel, por lo que se había ordenado una remensura en 1911, que fue retrasándose, hasta que el gobierno de la Junta de Gobierno expidió una resolución ordenando llevar adelante dicha remensura o medición de las propiedades explotadas. Esta dio la existencia de 41.614 pertenencias en vez de las 10 que alegaban sostener los propietarios del yacimiento. El gobierno ordenó entonces el pago del correspondiente canon de superficie, a razón de 30 soles por pertenencia, haciendo un total de 1.248.420 soles al año, en vez de los 300 soles que se había venido pagando hasta entonces. No obstante, este problema continuaría siendo un dolor de cabeza para gobiernos subsiguientes.[10]
- Al estallar la guerra europea en agosto de 1914 (después llamada primera guerra mundial), el Perú declaró una estricta neutralidad.[11]
- Su labor política más importante, fue, sin duda, el retorno a la constitucionalidad. Benavides convocó a una Convención de partidos, que se reunió en el general del Convento de Santo Domingo, en el que participaron los delegados del Partido Civil, el Liberal y el Constitucional, más no el Demócrata o pierolista. El objetivo de esta Convención era unificar las candidaturas, es decir, hacer de una especie de “primarias” de las elecciones generales que debían realizarse en 1915. En la votación final triunfó el civilista José Pardo, sobre el constitucional Pedro E. Muñiz Sevilla (general del ejército). Realizadas las elecciones generales, ganó abrumadoramente Pardo, sobre la candidatura puramente simbólica del demócrata Carlos de Piérola.[12]

Pardo fue investido presidente de la República el 18 de agosto de 1915. Era la segunda vez que asumía la presidencia.

### Actuación entre 1915-1933
El presidente Pardo envió a Benavides a París en 1916 como observador de la primera guerra mundial y como tal fue testigo de la batalla de Verdún. Posteriormente, en 1917, Pardo lo nombró Embajador Extraordinario y Ministro Plenipotenciario en Italia. El 4 de julio de 1919 Augusto B. Leguía llegó a ser presidente de la República como resultado de un golpe de Estado contra Pardo. En diciembre de 1920 Benavides renunció a su puesto en Roma y regresó a Lima.
Leguía temía que Benavides organizara una revuelta y el 3 de mayo de 1921 lo hizo arrestar. Benavides y veinticinco ciudadanos más fueron hechos prisioneros y embarcados en el vapor Paita con destino a Sídney, Australia. Un motín comandado por Benavides capturó al capitán del barco y a sus oficiales y cambió la ruta hacia Costa Rica. Desde Costa Rica Benavides se trasladó a Panamá y luego a Guayaquil (Ecuador) donde restableció contactos con los elementos opositores a Leguía. La esperada revolución que debía estallar en el Perú no sucedió y entonces, el 2 de noviembre de 1927, Benavides se embarcó rumbo a Francia, llegando el día 14 a Niza, donde se reunió con su familia.
Durante los años del gobierno leguiísta, Benavides mantuvo contacto con los opositores a Leguía y alentó los proyectos golpistas que en diversos lugares del Perú se tramaron. Hasta que el 22 de agosto de 1930 el teniente coronel Luis M. Sánchez Cerro inició una revolución en Arequipa y Leguía se vio forzado a renunciar a la presidencia. Sánchez Cerro fue investido como Presidente Provisional. El 3 de octubre de 1930 Benavides fue nombrado Embajador Extraordinario y Ministro Plenipotenciario en España. Por razones familiares retornó al Perú en julio de 1931, aprovechando la ocasión para seguir el desarrollo del proceso electoral de ese año, que a la postre encumbró como presidente constitucional a Sánchez Cerro. Retornó entonces a Madrid, reasumiendo su función diplomática. En febrero de 1932, pasó a Londres, también con la investidura de ministro plenipotenciario.
Poco después, el gobierno de Sánchez Cerro llamó a Benavides y el 27 de marzo de 1933 lo nombró General en Jefe del Consejo Nacional de Defensa, encargado de las fuerzas peruanas en el preciso instante en que estallaba un nuevo conflicto armado con Colombia, donde se dan algunos combates entre ellos el Combate de Tarapacá (1933) del 14 de febrero y el Combate de Güepí el 26 de marzo de 1933, por el cual Perú pierde temporalmente esa posición. El 31 de marzo de 1933 Benavides fue promovido al grado de general de división.

### Segundo gobierno (1933-1939)

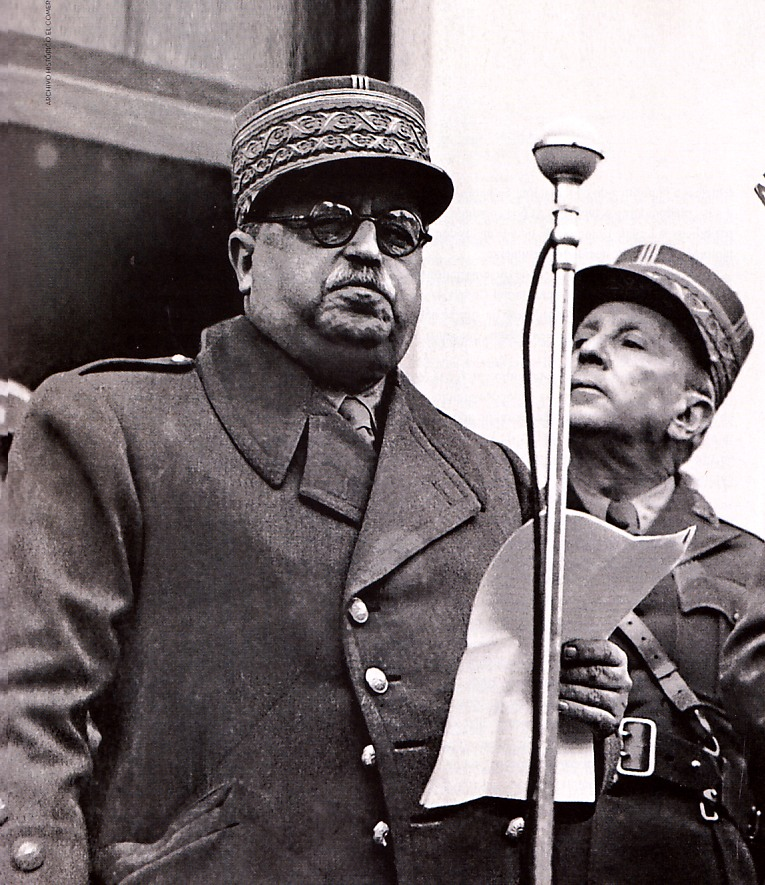
El general Oscar R. Benavides, transmitiendo un mensaje radial en 1936.

Sánchez Cerro fue asesinado el 30 de abril de 1933. Para completar el periodo de Sánchez Cerro (1931-1936) el Congreso Constituyente eligió a Oscar R. Benavides como presidente. Esta acción fue anticonstitucional aunque ante la crisis interna y externa que el Perú atravesaba la razón de estado prevaleció. Benavides era entonces el jefe del Ejército, promovido a esa alta situación a raíz del conflicto con Colombia. Benavides suscribió la nueva Constitución del Perú que reemplazó a la de 1920, en vigencia desde la administración de Augusto B. Leguía. La Constitución de 1933 mantuvo vigencia hasta 1979, aunque diversos puntos que estipulaba nunca se cumplieron; por ejemplo, lo referente a las juntas departamentales.
Las prioridades de Benavides al comenzar su gobierno fueron buscar el fin del conflicto con Colombia (se llegó a un acuerdo de paz en mayo de 1934) o Protocolo de Río de Janeiro (1934) , calmar la agitación política interna y superar la crisis económica. Al principio de su gobierno dio la Ley de Amnistía General, el 9 de agosto de 1933, por la cual se amnistiaba a todas aquellas personas a las que se les seguía juicio político y se permitía el retorno de los deportados. Fue así como Haya de la Torre, el líder de la Alianza Popular Revolucionaria Americana o APRA, fue puesto en libertad y se permitió el retorno de los desterrados apristas. Pero tras un intento revolucionario aprista en Lima, conocido como la conspiración de El Agustino, se reinició la persecución antiaprista. Los apristas respondieron con actos terroristas en todo el país. El 15 de mayo de 1935 ocurrió el asesinato del director del diario El Comercio, Antonio Miró Quesada de la Guerra, y el de su esposa, a manos de un militante aprista.
El gobierno mantuvo la proscripción del APRA, aduciendo que era un partido internacional, lo que estaba prohibido de actuar, según la Constitución de 1933. Por esa misma causa se reprimió al Partido Comunista. Las cárceles se llenaron de presos políticos, apristas y comunistas. Una novela del escritor indigenista José María Arguedas, El Sexto, está ambientada en dicha época.
En 1936, año en que finalizaba el periodo del presidente Sánchez Cerro, Benavides convocó a elecciones generales, en las que postularon para la presidencia Jorge Prado Ugarteche (apoyado inicialmente por el gobierno), Luis A. Flores (fascista), Manuel Vicente Villarán y Luis Antonio Eguiguren; este último resultó ser el candidato favorito de la población. Pero estas elecciones fueron anuladas por el Jurado Nacional de Elecciones, no bien iniciado el escrutinio, con el pretexto de que los apristas (cuyo partido estaba proscrito por la ley) habían beneficiado con sus votos a Eguiguren, el virtual ganador. Tal argumento resultaba un despropósito total, máxime si ya para entonces el voto era secreto. Consultado el Congreso, este decidió que Benavides extendiera su mandato por tres años más, hasta 1939, y por añadidura le otorgó la facultad de legislar (pues el Congreso, instalado en 1931, culminaba su periodo en 1936).
Benavides gobernó bajo el lema de «orden, paz y trabajo», contando con el respaldo del ejército y de la oligarquía. Sin embargo, en el último tramo de su mandato se hizo notorio el hastío de la población. El 19 de febrero de 1939, mientras Benavides se hallaba de excursión en Pisco, se rebeló su ministro de Gobierno y segundo vicepresidente, general Antonio Rodríguez Ramírez, quien ocupó el Palacio de Gobierno. La rebelión, que contaba al parecer con gran apoyo de diversos sectores, se frustró cuando el jefe de la Guardia de Asalto, mayor Luis Rizo Patrón, irrumpió en el patio de Palacio, exigiendo por tres veces la rendición a Rodríguez. Este se abalanzó sobre Rizo Patrón, quien lo ametralló en el acto, matándolo. Fracasó así la intentona golpista. Benavides se salvó, pero comprendió entonces que era contraproducente mantenerse en el poder.
Viendo pues el panorama adverso, Benavides decidió convocar a elecciones y hacer el traspaso de poder. Pero antes convocó a un plebiscito, que se realizó el 18 de junio de 1939, y por el cual se aprobaron importantes reformas constitucionales, como la ampliación del período presidencial de 5 a 6 años, el restablecimiento de los dos vicepresidentes y la disminución de las facultades legislativas del Congreso en materia económica. Su intención era robustecer el Poder Ejecutivo en desmedro del Legislativo.

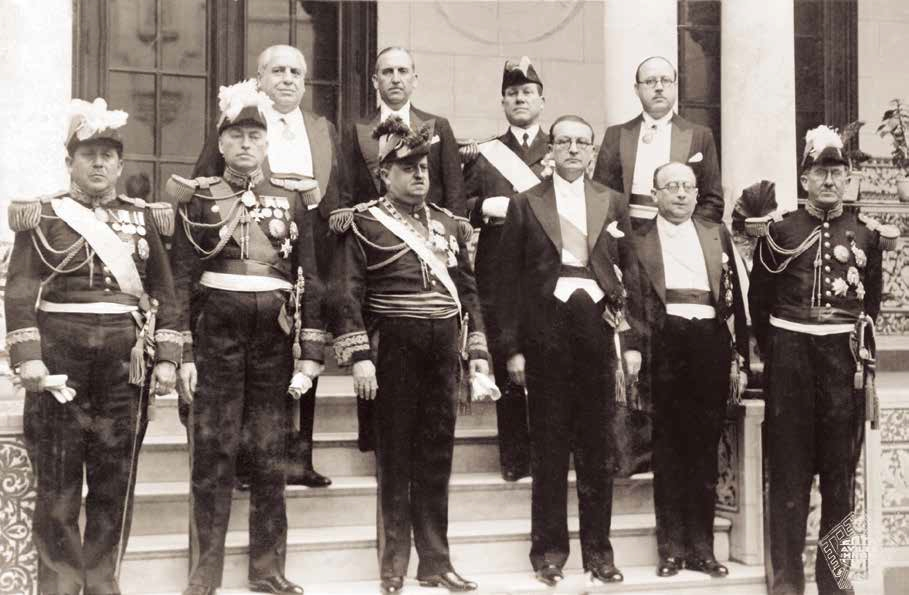
El general Óscar R. Benavides y su gabinete ministerial. Lima, 1933.

Para las elecciones generales de 1939, Benavides apoyó la candidatura presidencial de Manuel Prado Ugarteche, hijo del presidente Mariano Ignacio Prado y que por entonces ejercía como presidente del Banco Central de Reserva del Perú. Contra esta candidatura oficial, se alzó la de José Quesada Larrea, joven abogado, natural de Trujillo, quien para su campaña adquirió el diario La Prensa, desde donde se peleó por la libertad electoral, ante el propósito evidente del gobierno de manipular los resultados.
El partido aprista, que era el más importante del país, continuaba proscrito por ley. Otra importante fuerza política, la Unión Revolucionaria, quedó también anulada al estar desterrado su líder, Luis Alberto Flores Medina. Ante la coyuntura electoral, tanto Prado como Quesada solicitaron el apoyo de los apristas pero estos no tomaron partido. Hechos los escrutinios, Manuel Prado resultó vencedor, con enorme ventaja. Se habló de fraude masivo.

#### Obras y hechos importantes
Otros hechos resaltantes durante el segundo gobierno de Benavides fueron:
- Se reabrió en 1935 la Universidad de San Marcos, que había sido clausurada por Sánchez Cerro en 1932.
- Se promulgó el Código Civil de 1936, que reemplazó al que regía desde 1852. En él se reconoció por primera vez el divorcio.
- Se superó la crisis económica. Se mejoró notablemente el aspecto financiero, especialmente en lo relacionado con la banca y la captación de impuestos, aplicándose algunos proyectos que había dejado la misión Kemmerer en 1931. El país comenzó a entrar a un período de prosperidad debido a las exportaciones, especialmente agrícolas.
- Se construyó el tramo peruano de la carretera Panamericana, logrando unir las secciones de ese camino en el Ecuador, el Perú y Chile.
- Se construyó la carretera Central que atraviesa los Andes al este de Lima hacia la selva amazónica, llegando hasta Tingo María.
- Se abolió el peaje de carreteras y de puentes con lo que se implementó la libertad en las carreteras.
- Fueron reconstruidos el muelle naval y el dique seco del Callao.
- Se inició la construcción del puerto de Matarani, en el sur, para que reemplazara a Mollendo como puerto principal de Arequipa.
- Se promovió el turismo y se planeó la construcción de Hoteles de Turistas en las principales ciudades.
- Se planeó y organizó el Censo Nacional que, sin embargo, tuvo efecto solo en 1940, bajo el siguiente gobierno.
- Por el cuarto centenario de la fundación de Lima (1936) se realizaron grandes obras de modernización en la capital. Se construyeron las actuales sedes de los poderes ejecutivo (Palacio de Gobierno), legislativo (Palacio Legislativo del Perú) y judicial (Palacio de Justicia).
- Se potenció a las fuerzas armadas y se compraron armas modernas. De acuerdo a la evolución de la técnica militar a nivel mundial, se abandonó la escuela francesa para seguir la norteamericana.
- Se creó el Ministerio de Salud Pública, Trabajo y Asistencia Social, que fue separado del de Fomento. Como dependencia de este ministerio se creó la Dirección de Asuntos Indígenas.
- Se creó el Ministerio de Educación Pública, separado del de Justicia, Prisiones, Culto y Beneficencia.
- Se realizaron obras de saneamiento, es decir instalaciones de agua y desagüe en toda la República.
- Se terminaron varias obras de irrigación iniciadas por el segundo gobierno de Leguía.
- Se construyeron barrios y comedores para los trabajadores y sus familias.
- Se instituyó el Seguro Social Obligatorio para Obreros.
- Se estudió el proyecto de la construcción del Hospital del Seguro Obrero.

El 8 de diciembre de 1939 Benavides entregó el mandato presidencial a Manuel Prado y Ugarteche, que había ganado las elecciones presidenciales de ese año. El 19 de diciembre Prado honró a Benavides con el título de Mariscal. Ha sido el penúltimo de los mariscales del Perú, antes de Eloy Ureta.

### Fundación del Frente Democrático Nacional

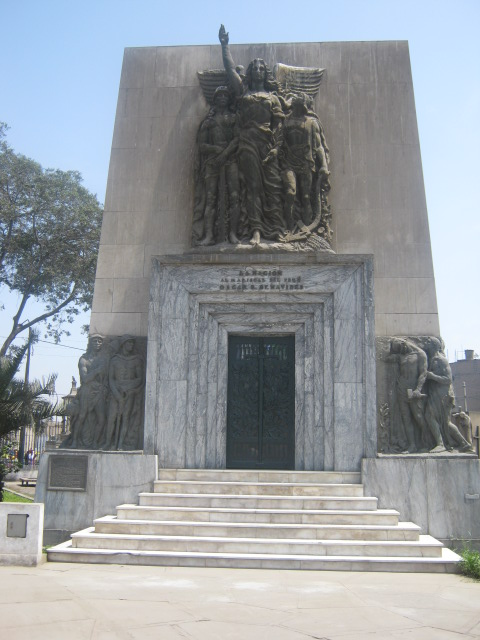
Tumba de Oscar R. Benavides en Cementerio Presbítero Maestro.

Benavides fue Embajador del Perú en Madrid (1940) y en Buenos Aires (1941-1944). Regresó al Perú el 17 de julio de 1944, a fin de colaborar en la renovación de los poderes públicos y estuvo entre los fundadores del Frente Democrático Nacional (FDN), agrupación de partidos (entre los cuales se hallaba el APRA, con el nombre de Partido del Pueblo), que lanzó la candidatura de José Luis Bustamante y Rivero.
Falleció en Lima, el 2 de julio de 1945, luego de que se confirmara el triunfo del FDN en las elecciones generales de 1945.
Sus restos reposan en el Cementerio Presbítero Maestro de Lima.

## Descendencia

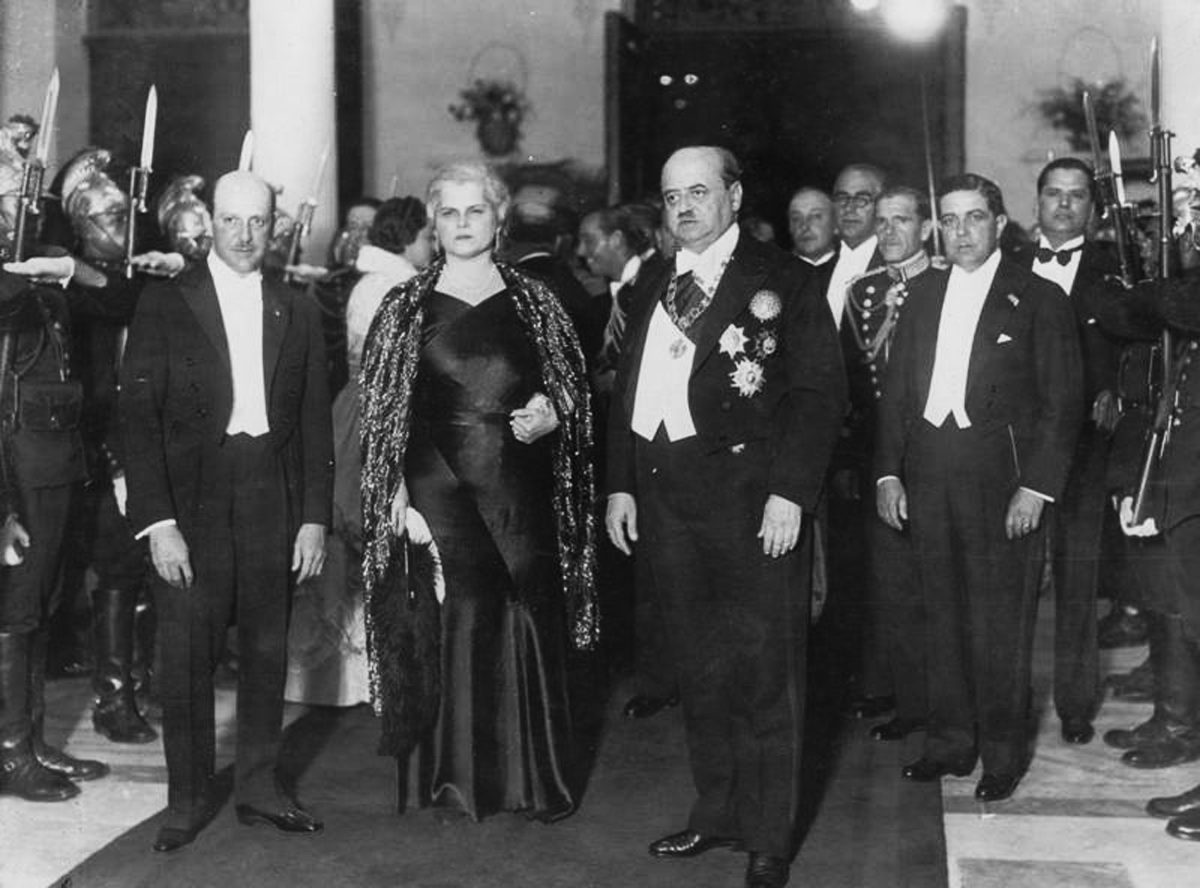
Oscar R. Benavides junto con su esposa Francisca Benavides Diez Canseco, más conocida como "Doña Paquita".

En 1912, en las celebraciones por Caquetá, Benavides conoció a su prima cuarta Francisca Benavides Diez Canseco, con la que estaba vinculado al ser ambos tataranietos del general realista Domingo D. de Benavides y Moscoso. Ella era hermana de María Benavides Diez Canseco (esposa del reconocido arquitecto polaco Ricardo de Jaxa Malachowski) y de Alberto Benavides Diez Canseco (padre del empresario minero Alberto Benavides de la Quintana y abuelo de Roque Benavides Ganoza). La pareja se casó algunos meses más tarde y tuvo cuatro hijos:
- Francisca Benavides y Benavides, casada con Mariano Peña Prado, nieto de Mariano Ignacio Prado y bisnieto de Manuel Costas Arce, ambos presidentes.
- María Teresa Benavides y Benavides, casada con Francisco Mendoza y Canaval, marqués de Casa Boza y Caballero de la Orden de Malta, condecorado con la Orden de San Silvestre Papa.
- Óscar Raimundo Benavides y Benavides (1917-2004), casado con la brasileña Maria Angélica Matarazzo Dall'Aste, nieta del industrial italiano Francesco, conde Matarazzo.
- José Miguel Benavides y Benavides, casado con Rosa Gubbins Hercelles.